# Naterij
Naterij of Ladysmith (Gronings: Laddiesmit) was een gehucht in de gemeente  Eemsdelta in het noorden van de provincie Groningen. Het gehucht ligt direct ten noorden van Uitwierde, pal tegen Delfzijl aan.
De naam is waarschijnlijk afgeleid van het Oudfriese woord noth dat vee betekent. Naterij is dan een hoogte waar het vee kon schuilen bij hoogwater.
Tijdens het beleg van Delfzijl (1813-1814) was in Naterij een batterij gevestigd, die door de Fransen verwoest werd. De batterij moest voorkomen dat de Fransen via de zeedijk uitbraken richting het westen.
De naam is ontleend aan de nabijgelegen boerderij Trinaat, ook wel Trijnnaats of Trijnaats (1837). Die werd ten tijde van het beleg bewoond door de herbergierster Trijntje Naats (1747-1825), weduwe van Cornelis Pieters Naat, die hier een tapperij exploiteerde. Ten gevolge van de gevechtshandelingen ging haar boerderij in vlammen op. De volkskundige Tjaard W.R. de Haan noemt de plaatsnaam "een treffend voorbeeld van niet-ongebruikelijke volkshumor".
De plaatsnaam Naterij leidde ook tot speculaties en "een merkwaardig staal van geleerd dwaling". De taalkundige Wobbe de Vries zag – in navolging van Rembertus Westerhoff – in de plaatsnaam het Oudfriese woord nāt 'vee, dier' en dacht aan een  uitdrukking *trīne naten 'drie gebruikers van buitendijks land'.

## Ladysmith
Toen timmerman (aannemer) Janske Bruggemann in 1901 enkele huisjes op die plek bouwde, noemde hij die Ladysmith, naar de gelijknamige plaats in het Zuid-Afrikaanse KwaZoeloe-Natal, omdat Bruggemann sympathiseerde met de Boeren in hun strijd tegen de Engelsen. Zo kreeg Naterij een tweede naam. De huisjes zijn de jaren '60 gesloopt toen de Hogelandsterweg werd aangelegd. Op het grondgebied van het voormalige gehucht ligt een deel van wijk Delfzijl-Noord. Het gemaal dat deze wijk bemaalt heet nu Ladysmith.
Ter herinnering aan het gehucht Ladysmith is er een kunstwerk gemaakt door Peter Verhagen in 1977, bestaande uit fundamenten en gedeeltelijk opgemetselde muren die restanten van de huisjes voorstellen, een mozaïek gemaakt door kinderen van de basisscholen De Morgenster en De Viking, een put en andere objecten. Het kunstwerk was in 2015 overwoekerd en ernstig in verval.

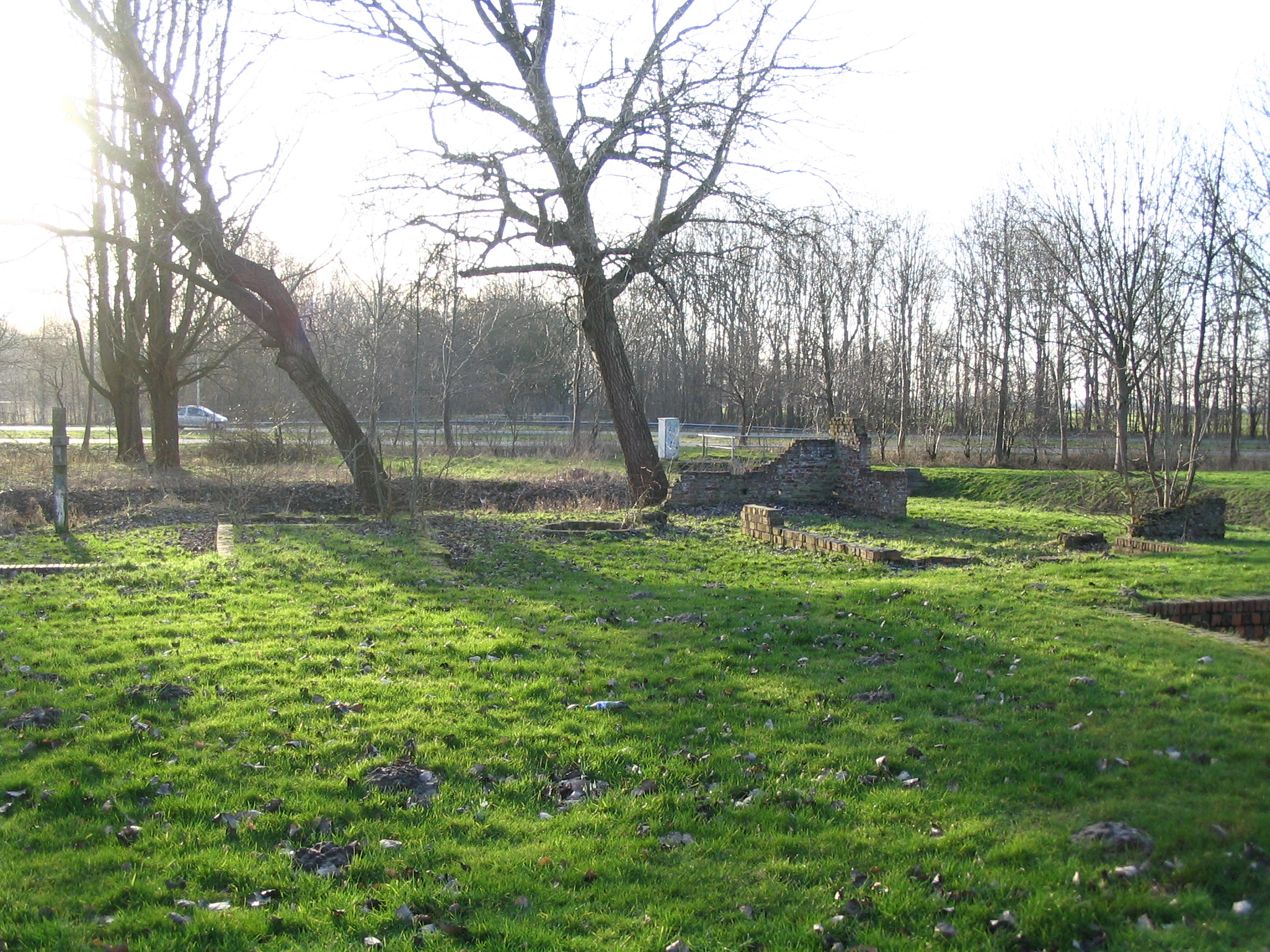
De overblijfselen van Ladysmith anno 2008
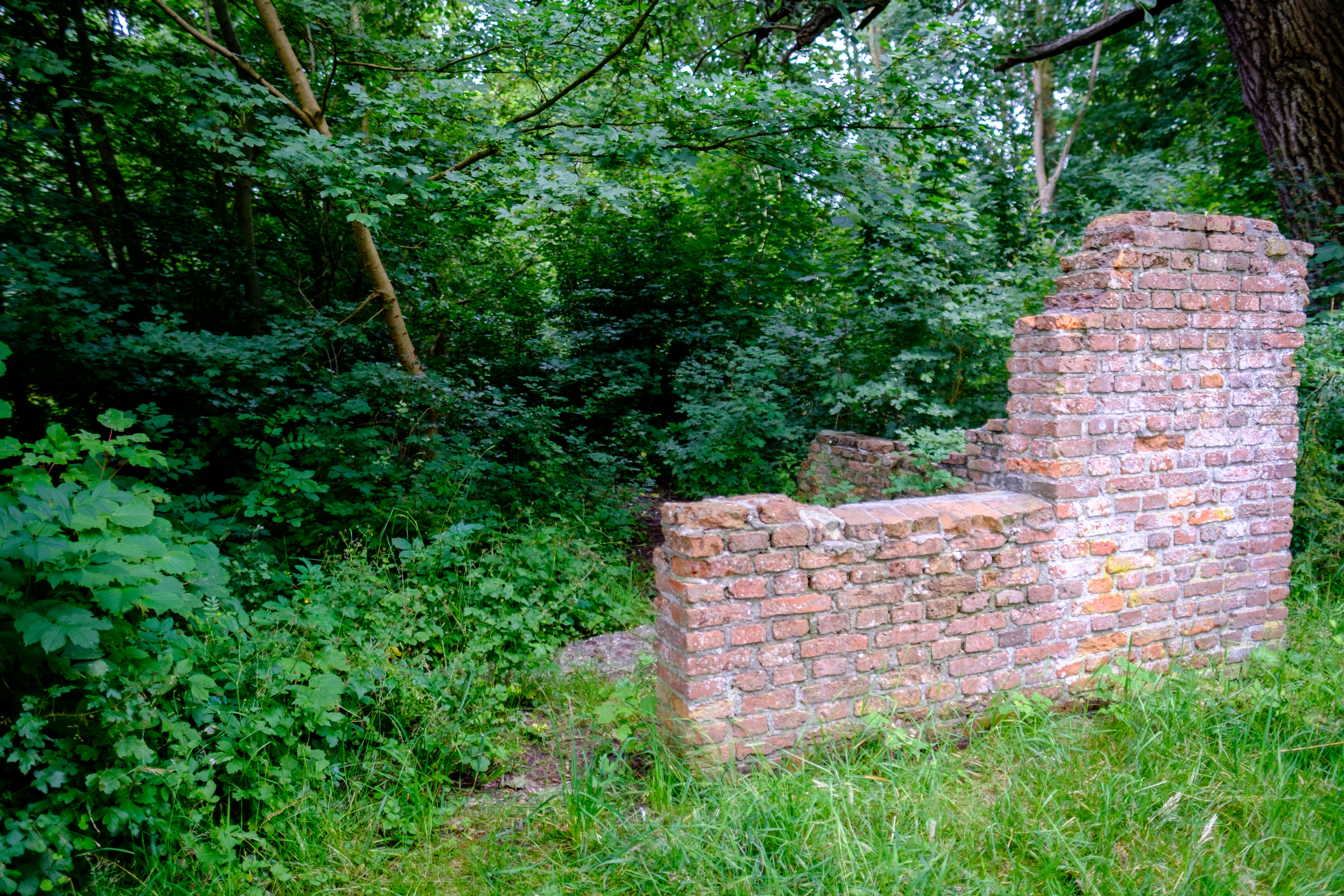
Restanten in 2021 gezien vanaf de weg met op de achtergrond overwoekerde delen

Groningen: Steden en dorpen      Nederland: Provincies · Gemeenten